# ケネディ島
ケネディ島（ケネディとう、英語: Kennedy Island）は、ソロモン諸島のニュージョージア諸島にある面積1.17ヘクタールの無人島である。ソロモン諸島西部州の州都であるギゾからボートで15分の位置にある。島名は、第二次世界大戦中にアメリカ海軍に所属していたジョン・F・ケネディが後述する事件に巻き込まれた際にこの島に漂着したことに由来する。地元民から呼ばれていた元々の名称はカソロ島 [Kasolo Island] であり、プラム・プディング島 [Plum Pudding Island]という別名がある。

## 歴史

### PT-109の沈没事故

1943年8月2日の事故の地図

この島が有名になったのは、第二次世界大戦の太平洋戦域で活動した魚雷艇「PT-109」がこの付近で沈没し、その艇長が後のアメリカ合衆国大統領ジョン・F・ケネディ（当時中尉）だったことによるものである。
1943年8月、PT-109が日本海軍の駆逐艦「天霧」に衝突され沈没した。この事故で2人のアメリカ人水兵が死亡した。ケネディを始めとする生存者は、泳いでこの島にたどり着いた。その後ケネディは乗員の一人を近くのオラサナ島まで泳がせ、PT-109の沈没の様子を見ていたコースト・ウォッチャーのアーサー・レジナルド・エヴァンズから派遣された島民のビウク・ガサとエロニ・クマナにより救助された。
この島には、エロニ・クマナによって建てられた、ケネディを祀る小さな祠が建てられている。

### 近況

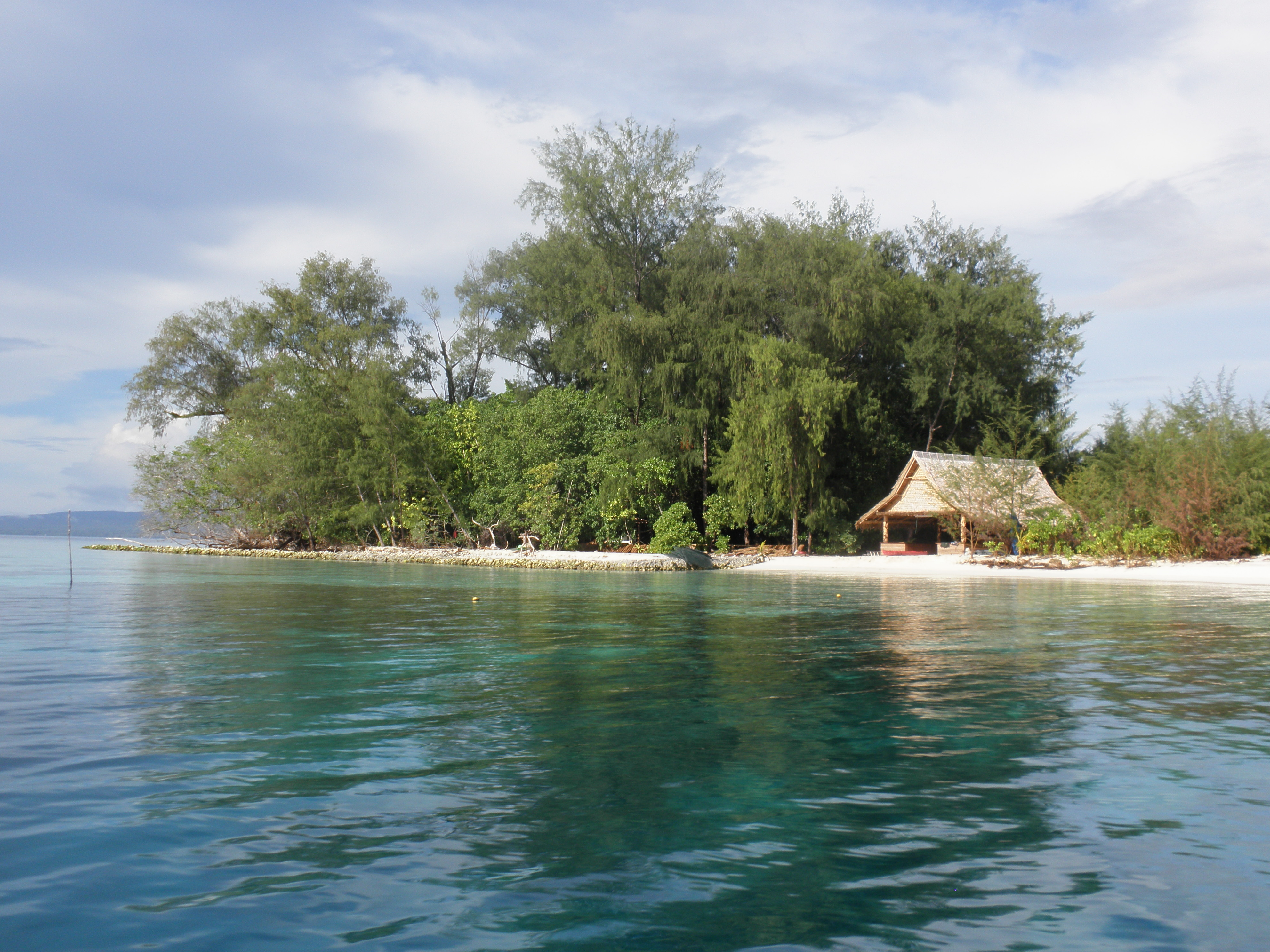
ケネディ島（2012年）

この島は今なお無人島であるが、観光名所となっている。2003年には、ケネディの泳ぎを再現する水泳のレースが行われた。2023年、ケネディの娘で駐オーストラリア大使のキャロライン・ケネディが、父を偲んで付近を遠泳した。
以前は公有地であったが、2004年に当時の西部州首相クレメント・ベースの顧問だったジョセフ・ダグラスが7000ソロモン諸島ドル（950米ドル）で購入した。売却の合法性に対して法的な異議申し立てが行われた。2009年、ダグラスはケネディ島を、オーストラリア人のシェーン・ケネディが保有するギゾ・ホテルに売却した。その1年後、兄のダン・ケネディがケネディ島の近くのムババンガ島にあるリゾートホテルを買収した。